# Cantonul Val-de-Meuse
Cantonul Val-de-Meuse este un canton din arondismentul Langres, departamentul Haute-Marne, regiunea Champagne-Ardenne, Franța.

## Comune
- Chauffourt
- Dammartin-sur-Meuse
- Lavilleneuve
- Sarrey
- Montigny le Roi (reședință)